# Pleuranthodium roemeri
Pleuranthodium roemeri là một loài thực vật có hoa trong họ Gừng. Loài này được Loài này được Theodoric Valeton miêu tả khoa học đầu tiên năm 1913 dưới danh pháp Alpinia roemeri. Năm 1991, Rosemary Margaret Smith chuyển nó sang chi Pleuranthodium.

## Phân bố
Loài này có ở cao độ khoảng 130 m trong thung lũng sông Bắc (sông Lorentz) trong địa phận tỉnh Papua thuộc Indonesia. Mẫu định danh L.S.A.M.vonRömer 696 do Lucien von Römer (1873-1965) thu thập.